# Barenton
Barenton is een gemeente in het Franse departement Manche (regio Normandië). De plaats maakt deel uit van het arrondissement Avranches. Barenton telde op 1 januari 2022 1.166 inwoners.

## Geografie
De oppervlakte van Barenton bedroeg op 1 januari 2022 34,88 vierkante kilometer; de bevolkingsdichtheid was toen 33,4 inwoners per km².

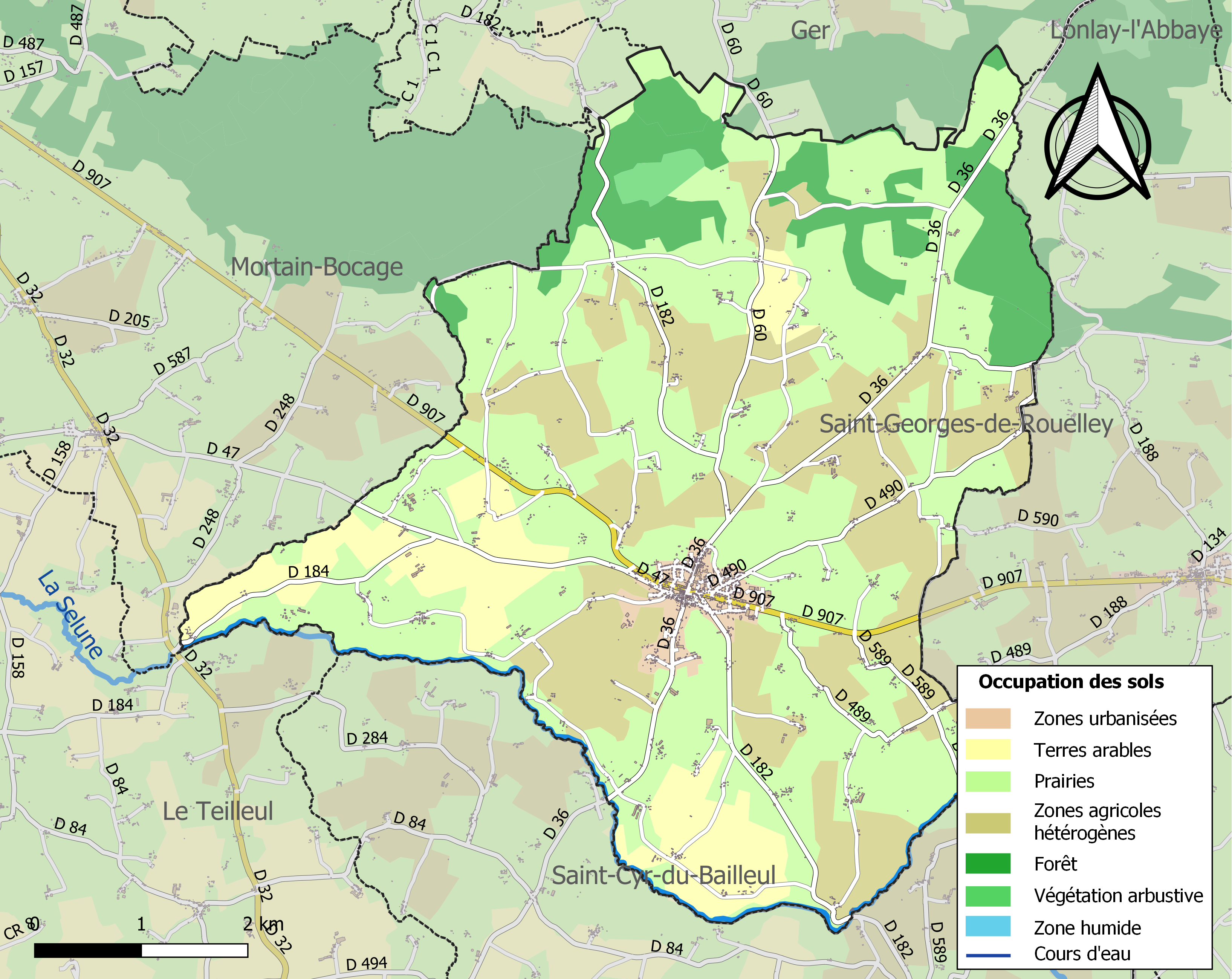
Kaart van de gemeente met de belangrijkste infrastructuur, bodemgebruik en omliggende gemeenten

## Demografie
Onderstaande figuur toont het verloop van het inwonertal (bron: INSEE-tellingen).